# El Tigre, Tabasco
El Tigre är en ort i Mexiko.   Den ligger i kommunen Nacajuca och delstaten Tabasco, i den sydöstra delen av landet, 700 km öster om huvudstaden Mexico City. El Tigre ligger 6 meter över havet och antalet invånare är 2 209.
Terrängen runt El Tigre är mycket platt. Runt El Tigre är det tätbefolkat, med 442 invånare per kvadratkilometer. Närmaste större samhälle är Villahermosa, 12,8 km söder om El Tigre. Trakten runt El Tigre består till största delen av jordbruksmark.